# Friedrich Bötticher

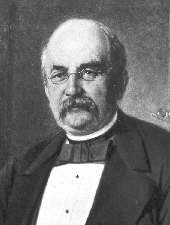
Friedrich Bötticher

Friedrich Heinrich Julius Bötticher (* 24. Januar 1826 in Magdeburg; † 19. Januar 1895 in Berlin) war Oberbürgermeister der Stadt Magdeburg und Geheimer Regierungsrat.

## Leben
Friedrich Bötticher studierte, nachdem er am Domgymnasium Magdeburg sein Abitur abgelegt hatte, Rechtswissenschaften. Nach Abschluss des Studiums war er zunächst als Auskultant und Referendar am Stadt- und Kreisgericht Magdeburg tätig.
1853 erfolgte seine Wahl zum Stadtrat. Mit Beendigung der juristischen Ausbildung wechselte Bötticher gänzlich in die Stadtverwaltung und übernahm 1864 die Leitung des Dezernats für Armen- und Wohlfahrtspflege. Er war Vorstandsmitglied von Vereinen der Armenpflege und kirchlicher Einrichtungen dieses Sektors.
1871 erfolgte die Wahl Böttichers zum 2. Bürgermeister. Im Februar 1882 wurde er Nachfolger von Gustav Hasselbach als Bürgermeister, wobei seine Wahl jedoch nicht unumstritten erfolgte. Seit September 1883 durfte Bötticher den Titel Oberbürgermeister führen.
Während seiner Amtszeit vollzog sich ein großer Teil des Wandels Magdeburgs zur industriellen Großstadt. Die Vororte Neue Neustadt und Buckau wurden eingemeindet, die Rayonvorschriften für das Magdeburger Umfeld wurden aufgehoben und der innere Festungsgürtel beseitigt.
Die Entwicklung zur Großstadt erforderte den Bau einer Vielzahl von Infrastruktureinrichtungen. Es entstand der Magdeburger Schlachthof, neue Straßen, Kanalisationen und Schulen. Das städtische Krankenhaus wurde erweitert. Das Fürstenufer, die Zoll- und die Lange Brücke wurden errichtet. Unter Bötticher wurden zur Lösung der städtischen Abwasserproblematik Rieselfelder bei Körbelitz angekauft. Innerhalb der Stadtverwaltung gründete Bötticher das Amt für Statistik. Die Bereiche Bibliothek und Archiv wurden innerhalb der Verwaltung selbständig.
Bötticher war auch Vizepräsident des Preußischen Herrenhauses und des Provinziallandtags der Provinz Sachsen. Außerdem gehörte er seit 1854 der Freimaurerloge „Ferdinand zur Glückseligkeit“ an.

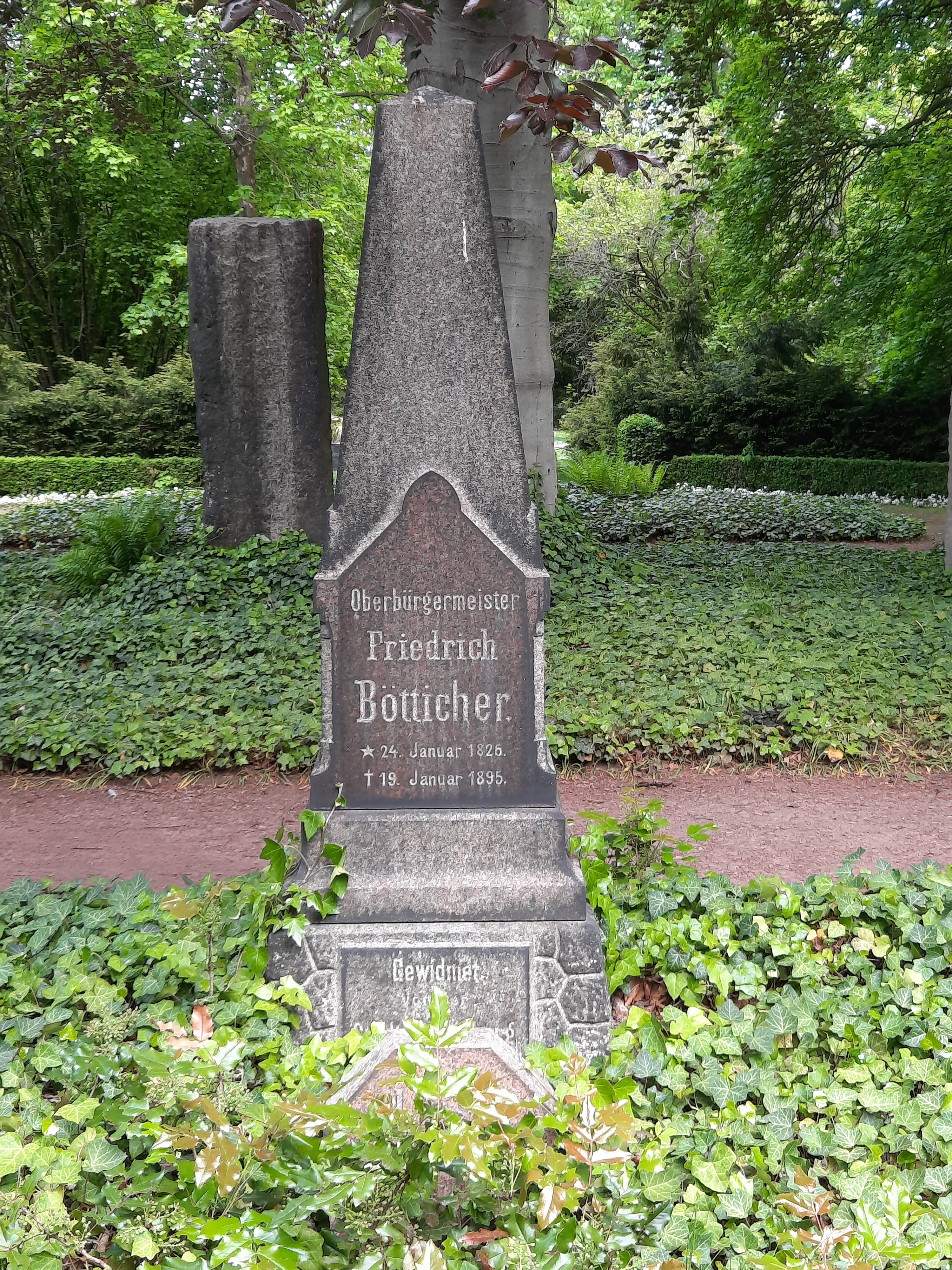
Grab Friedrich Bötticher

Bötticher blieb bis zu seinem Tod Oberbürgermeister. Er wurde auf dem Südfriedhof Magdeburg in einem Rondell mit den Gräbern des Oberbürgermeisters Gustav Hasselbach sowie der Ehrenbürger Conrad Listemann und Otto Duvigneau beigesetzt. Die Stadt Magdeburg hat nach ihm den Bötticherplatz benannt.
Sein Sohn war der preußische Landrat und spätere Regierungspräsident Richard Bötticher, der aufgrund seiner Verdienste in den preußischen Adelsstand erhoben wurde.